# Municipio de Greenbush (Illinois)
El municipio de Greenbush (en inglés: Greenbush Township) es un municipio ubicado en el condado de Warren en el estado estadounidense de Illinois. En el año 2010 tenía una población de 533 habitantes y una densidad poblacional de 5,75 personas por km².

## Geografía
El municipio de Greenbush se encuentra ubicado en las coordenadas 40°40′28″N 90°30′42″O / 40.67444, -90.51167. Según la Oficina del Censo de los Estados Unidos, el municipio tiene una superficie total de 92.75 km², de la cual 91,82 km² corresponden a tierra firme y (1 %) 0.93 km² es agua.

## Demografía
Según el censo de 2010, había 533 personas residiendo en el municipio de Greenbush. La densidad de población era de 5,75 hab./km². De los 533 habitantes, el municipio de Greenbush estaba compuesto por el 98,69 % blancos, el 0,19 % eran amerindios, el 0,38 % eran de otras razas y el 0,75 % eran de una mezcla de razas. Del total de la población el 1,88 % eran hispanos o latinos de cualquier raza.